# Мунаката Саникс Блюз
«Мунаката Саникс Блюз» (яп. 宗像サニックスブルース, англ. Munakata Sanix Blues) — японский регбийный клуб, выступавший в высшем дивизионе национального регби — Топ-лиге. Коллектив сформировался в апреле 1994 года как регбийный клуб города Мунаката. Регбисты быстро прошли через фильтр низших лиг и впервые приняли участие в сезоне элитной лиги в 2003 году. Тем не менее, «Блюз» не смогли закрепиться на высшем уровне, проиграв матч за выживание клубу «Кинтэцу Лайнерс» (42:45). В сезоне 2005/06 команда снова играла в Топ-лиге.
Ранее клуб носил название «Бобмз» (англ. Bombs). Талисманом команды был персонаж по имени Бомби.
В марте 2022 года компания Sanix, владельцы и спонсоры клуба, объявили о расформировании клуба по окончании розыгрыша японской Лиги 1 2022 года.

## Известные игроки
- / Грэм Бэчоп
- Джон Лесли
- Бенур Кивалу
- Фале Симитаитоко

## Состав
Состав на сезон 2016/17.